# (43806) Augustepiccard
(43806) Augustepiccard (1991 RG7) – planetoida z grupy pasa głównego asteroid okrążająca Słońce w ciągu 3,84 lat w średniej odległości 2,45 j.a. Odkryta 13 września 1991 roku.